# Párbeszéd – A Zöldek Pártja
Párbeszéd – A Zöldek Pártja (deutsch Dialog – Die Grüne Partei; kurz Párbeszéd – Zöldek oder Párbeszéd bzw. Dialog – die Grünen oder Dialog; bis 2023 Párbeszéd Magyarországért, deutsch Dialog für Ungarn) ist eine grüne politische Partei in Ungarn. Sie entstand 2013 als Abspaltung von der LMP und nahm im folgenden Jahr im Rahmen des linksgerichteten Wahlbündnisses „Összefogás“ erstmals an der Parlamentswahl teil. Derzeit (2023) ist die Partei mit sechs Abgeordneten im ungarischen Parlament vertreten.

## Geschichte

Parteilogo 2016–2023

Parteilogo 2013–2016

Die Partei ging aus einer Gruppe innerhalb der grünen Partei Lehet Más a Politika (LMP) hervor, die ebenfalls den Namen Párbeszéd Magyarország trug. Vor der Parlamentswahl 2014 formierte sich das Mitte-links-Bündnis Gemeinsam 2014, das mit dem früheren Premierminister Gordon Bajnai als Spitzenkandidaten die Ablösung der Fidesz-Regierung zum Ziel hatte. Innerhalb der LMP war es allerdings umstritten, ob man sich diesem Bündnis anschließen sollte. Auf dem Parteitag am 26. Januar 2013, auf dem alle Anträge über die Aufnahme von Verhandlungen über Wahlallianzen abgelehnt wurden, trennte sich daher Párbeszéd Magyarországért von der LMP. Insgesamt verließen acht der 15 Parlamentarier und etwa 130 Mitglieder die LMP. Auch Pläne, die Fraktionsgemeinschaft nach der Abspaltung fortzusetzen, scheiterten.
Den Vorsitz der neuen Partei übernahm der ehemalige LMP-Fraktionsvorsitzende Benedek Jávor gemeinsam mit Tímea Szabó. Die PM schloss für die Parlamentswahl mit dem Mitte-links-Bündnis Gemeinsam 2014 die Allianz „Együtt 2014 – Párbeszéd Magyarországért“ (Gemeinsam 2014 – Dialog für Ungarn). Und gemeinsam mit der Ungarischen Sozialistischen Partei, der Demokratischen Koalition und der Liberalen Partei formierten sie das linksgerichtete Wahlbündnis „Összefogás“. In dem Bündnis stellte Gemeinsam 2014 – Dialog für Ungarn 22 der 106 Direktkandidaten; drei Abgeordnete, von denen eine Kandidatin der PM abgehörte, zogen ins ungarische Parlament ein. „Összefogás“ löste sich jedoch bereits wenige Tage nach der Wahl auf.
Der Zusammenschluss der PM mit Gemeinsam 2014 blieb allerdings bestehen. Die Parteien erreichten in dieser Konstellation bei der Europawahl 2014 7,25 % der Stimmen; damit gelang Benedek Jávor auf dem ersten Listenplatz der Sprung ins Parlament.
Im August 2016 beschloss die Partei, zur Parlamentswahl 2018 mit dem verkürzten Namen Párbeszéd („Dialog“) anzutreten.
Im Juli 2022 wurden Rebeka Szabó und Bence Tordai als Parteivorsitzende gewählt, die Tímea Szabó und Gergely Karácsony ablösten.